# Mesure transversale
La mesure transversale se rapporte à la mesure d'un phénomène sur une période de temps donnée assez courte, souvent l'année civile. Il s'agit de la mesure la plus courante en démographie obtenue par étude transversale. Elle s'oppose à la mesure longitudinale, cette dernière se déroulant sur une longue période d'études, parfois plusieurs dizaines d'années : elle a ainsi sur celle-ci un avantage décisif, celui de la fraîcheur de l'information. Plus exactement, si la mesure longitudinale concerne le suivi d'une population particulière dans le temps et donc de longs mois ou de longues années d'élaboration, la mesure transversale concerne tous les événements d'une même période (par exemple l'année). Les taux de natalité et les taux de mortalité sont des exemples de mesures transversales.

## Exemple avec le taux de fécondité
Des statisticiens estiment, pour toutes les femmes nées une année donnée, le nombre d'enfants sur toute leur vie féconde que l'on rapporte à l'effectif de départ de ces femmes. Il faut donc les suivre jusqu'à l'âge où elles deviennent infécondes (49 ans est la borne communément admise) : il s'agit d'une mesure longitudinale. On obtient ainsi la descendance finale nette.
Par contre, si l'étude veut estimer cette mesure de façon transversale, on calcule la série des taux de fécondité par âge des femmes de 15 à 49 ans d'une année et on en fait la somme. Si on procède à cette mesure, par exemple en 2007, on va, pour chaque âge, rapporter le nombre d'enfants nés de femmes de cet âge à l'effectif moyen de ces femmes. La somme de ces taux (appelés événements réduits) donne l'indicateur conjoncturel de fécondité (IDC) appelé aussi indice synthétique de fécondité ou nombre moyen d'enfants par femme. La correction par la population moyenne corrigeant partiellement des effets des migrations et de la mortalité, il s'agit, de plus, d'un indicateur brut.

## Note
Les indicateurs transversaux connaissent souvent des biais que ne connaissent pas les mesures longitudinales et ils sont donc plus complexes à interpréter. Ainsi dans l'exemple de l'indicateur conjoncturel de fécondité (IDC), si des générations correspondant à des âges jeunes décident, en raison d'évolution des mœurs ou de difficultés économiques, de retarder les naissances, l'indicateur conjoncturel va baisser, alors que la descendance finale réelle peut ne pas bouger, puisqu'il s'agit d'un simple report de naissance. Il s'agit de l'effet de calendrier.